# Pheed
Pheed est un réseau social lancé le 12 octobre 2012 et fermé en avril 2016. Il réalisait l'agrégation des fonctions de différentes plateformes de réseaux sociaux (Twitter, Facebook, Tumblr).

## Historique
Le site web est lancé par une communauté issue du divertissement et de la technologie de Los Angeles. OD Kobo, un entrepreneur expérimenté de l'internet en est le cofondateur et investisseur. Le site est lancé le 12 octobre 2012 et l'application sur iPhone le 10 novembre 2012. Le 19 février 2013, Pheed est la première application téléchargée de l'Apple Store, dépassant Facebook. Le magazine Forbes qualifie alors Pheed de « Twitter avec un business plan »
Dès 2014, la plateforme est achetée par Mobli, un réseau social israélien. Le site web a été fermé le 11 avril 2016.

## Caractéristiques

### Fonctionnalités
Pheed présente des similarités avec les réseaux sociaux présents en 2013, à savoir Twitter, Facebook, ou encore Tumblr. Les utilisateurs pouvaient créer des messages de 420 caractères avec des photos, des vidéos et du son. Ce réseau social a été l'un des premiers à permettre la diffusion de vidéos en direct.

### Protection
Le réseau social permettait de protéger le contenu publié par ses membres en y apposant un copyright.

### Monétisation
Pheed proposait un modèle élaboré de monétisation : chaque membre pouvait transformer son compte en compte payant pour les autres utilisateurs, le réseau social ponctionnant une commission.